# Kleinschmetterlinge
|  | Dieser Artikel wurde aufgrund von formalen oder inhaltlichen Mängeln in der Qualitätssicherung Biologie zur Verbesserung eingetragen. Dies geschieht, um die Qualität der Biologie-Artikel auf ein akzeptables Niveau zu bringen. Bitte hilf mit, diesen Artikel zu verbessern! Artikel, die nicht signifikant verbessert werden, können gegebenenfalls gelöscht werden. Lies dazu auch die näheren Informationen in den Mindestanforderungen an Biologie-Artikel. |

Bis ins 20. Jahrhundert hinein wurden die Schmetterlinge häufig in Kleinschmetterlinge (Microlepidoptera) und Großschmetterlinge (Macrolepidoptera) unterteilt, doch war man sich schon seit längerem bewusst, dass es sich dabei nicht um echte Verwandtschaftsgruppen handelt, sondern um eine rein praktische Unterteilung anhand der durchschnittlichen Größe der Tiere. Die Größe erfordert unter anderem unterschiedliche Präparationsmethoden und häufig spezialisieren sich Lepidopterologen auf Familien innerhalb einer der beiden Gruppen. Wo diese Begriffe heute noch in der Fachliteratur Anwendung finden, werden sie nur im praktischen Sinne und nicht als taxonomische Einheiten gebraucht.
Viele Arten der Kleinschmetterlinge tragen den Namen Motte im Namen. Dieser Begriff wird aber oft umgangssprachlich für jegliche Art von Nachtschmetterling gebraucht, zu denen auch sehr große Schmetterlinge, namentlich verschiedene Schwärmerarten, gehören.

## Einige Arten
- Traubenkirschen-Gespinstmotte (Yponomeuta evonymellus)
- Apfelbaum-Gespinstmotte (Yponomeuta malinellus)
- Wiesenzünsler (Crambus nemorellus)
- Silberzünsler (Crambus perlellus)
- Große Wachsmotte (Galleria mellonella)
- Fichtenzapfenzünsler (Dioryctria abietella)
- Mehlmotte (Ephestia kuehniella)
- Mehlzünsler (Pyralis farinalis)
- Schilfzünsler (Chilo phragmitellus)
- Seerosenzünsler (Nymphula nymphaeata)
- Buchenmotte (Diurnea fagella)
- Diurnea lipsiella
- Kleidermotte (Tineola bisselliella)
- Eichen-Faulholzmotte (Carcina quercana)
- Apfelwickler (Cydia pomonella)
- Grauer Knospenwickler (Hedya nubiferana)
- Eichenwickler (Totrix viridana)
- Obstwickler (Pandemis heparana)
- Johannisbeerwickler (Pandemis ribeana/cerasana)
- Kieferntriebwickler (Rhyacionia buoliana)
- Pterophorus pentadactyla
- Knospenminiermotte (Coleophora hemerobiella)
- Lärchenminiermotte (Coleophora laricella)
- Rosskastanienminiermotte (Cameraria ohridella)
- Robinien-Moniermotte (Phyllonorycter robiniella)
- Pflaumenblütenmotte (Argyresthia pruniella)
- Apfelmotte (Argyresthia conjugella)
- Schlangenminiermotte (Lyonetia clerkella)